# Аль-Сааді Каддафі
Аль-Сааді Муаммар Каддафі (араб. الساعدي معمر القذافي, нар. 25 травня 1973, Триполі) — лівійський футболіст та військовик. Третій син колишнього лівійського лідера Муаммара Каддафі, в 2011 році він був командувачем спецназу Лівії та брав участь у громадянській війні в Лівії. У 2011 році Інтерполу видав ордер на його арешт. 5 березня 2014 року його заарештували в Нігері та екстрадували до Лівії, де йому пред'явили звинувачення у вбивстві, яке було знято в 2018 році. У серпні 2015 року з'явилося відео, на якому нібито демонструється, як катують Аль-Сааді Каддафі.
Аль-Сааді Каддафі був центральною фігурою скандалу з фірмою SNC-Lavalin у Канаді. У 2019 році найбільша канадська інжинірингова фірма «SNC-Lavalin» визнала себе винною в тому, що дала Сааді 28 мільйонів доларів хабара для забезпечення будівельних контрактів у Лівії. «SNC-Lavalin» також нібито заплатила понад 2 мільйони доларів США за візит Аль-Сааді до Канади у 2008 році, включаючи охоронців, супутні послуги, 10 тисяч доларів на ескорт-послуги у Ванкувері, стриптиз-клуб у Монреалі та місця на концерті «Spice Girls» в Air Canada Center у Торонто.
Аль-Сааді Каддафі був звільнений із в'язниці у вересні 2021 року і виїхав до Туреччини.

## Футбольна кар'єра
Аль-Сааді Каддафі відомий за виступами в лівійських клубах «Аль-Іттіхад» та «Аль-Аглі» із столиці країни Триполі. Усі матчі за його участю влаштовувались на користь його команди. За правилами тогочасного лівійського футболу під час матчу дозволялось оголошувати прізвище лише Каддафі, в той же час інших футболістів називали лише за номерами. Футбольні арбітри завжди були на боці клубу, за який грав Каддафі, а протести щодо підігрування його клубам придушувалися за допомогою сил безпеки.
6 червня 2000 року агентство ВВС повідомило, що Аль-Сааді Каддафі підписав контракт з мальтійським клубом «Біркіркара», і буде виступати за клуб у Лізі чемпіонів. Проте цей намір так і виявився нездійсненним. Але вже у 2003 році Аль-Сааді Каддафі підписав контракт з італійською командою Серії A «Перуджа», та найняв Дієго Марадону як свого технічного консультанта, а канадського спринтера Бена Джонсона як особистого тренера. Проте в «Перуджі» Каддафі-молодший зіграв лише один матч, вийшовши на заміну, а пізніше провалив допінг-тест. У статті в італійській газеті «La Repubblica» гру Аль-Сааді Каддафі розкритикували, написавши, що «Навіть при подвоєнні його наявної швидкості він все одно буде вдвічі повільнішим за інших».
У сезоні 2005—2006 років Аль-Сааді Каддафі був у складі команди «Удінезе», яка в цьому році грала в Лізі чемпіонів, проте в підсумку за сезон зіграв лише 10 хвилин в одному матчі, вийшовши на заміну в кінці матчу чемпіонату Італії проти команди «Кальярі». У сезоні 2006—2007 років Каддафі знаходився у складі іншої італійської команди «Сампдорія», проте так жодного разу не вийшов на поле в її складі.
Аль-Сааді Каддафі під час виступів на футбольних полях був капітаном команди в клубах з Триполі, за які він грав, капітаном збірної Лівії, за яку він загалом зіграв 18 матчів, а також був президентом Лівійської футбольної федерації.

## Підприємницька діяльність
У 2006 році Аль-Сааді Каддафі та уряд Джамахірії започаткували проект створення напівавтономного міста, подібного до Гонконгу, в Лівії, яке мало простягатися на 40 км між Триполі та кордоном з Тунісом. Заплановане нове місто мало стати високотехнологічним, банківським, медичним та освітнім центром, для в'їзду до якого не потрібно було б візи. Місто повинно було мати власний міжнародний аеропорт та великий морський порт. Аль-Сааді Каддафі пообіцяв релігійну толерантність у цьому місті, як із з наявністю синагог, так і церков, та відсутність дискримінації у цьому новому місті. Нове місто мало жити за економічними законами у західному стилі, які, як вважав Аль-Сааді Каддафі, для європейських та американських компаній були б приємними та звичними.
До повалення режиму свого батька Аль-Сааді Каддафі мав ділові інтереси в низці компаній у Лівії, зокрема у «Tamoil», нафтопереробній та маркетинговій компанії, що належить уряду Лівії.

### Позов в італійському суді
У липні 2010 року італійський суд зобов'язав Каддафі сплатити 392 тисячі євро розкішному готелю в Лігурії за неоплачений рахунок за місячне перебування в ньому влітку 2007 року.

## Особисте життя
Аль-Сааді Каддафі одружений з дочкою лівійського військового командира аль-Хвейлді аль-Хмейді.
У 2009 році американський дипломатичний канал назвав Каддафі «паршивою вівцею» сім'ї Муаммара Каддафі. У ньому згадуються сутички з європейською поліцією, зловживання наркотиками та алкоголем, бурхливі вечірки та розгульні стосунки з жінками та чоловіками.

## Діяльність з 2011 року

### Громадянська війна в Лівії
15 березня 2011 року надійшло непідтверджене повідомлення про те, що пілот на ім'я Мухаммед Мохтар Осман влетів своїм реактивним літаком у заброньовану резиденцію Аль-Сааді Каддафі Баб-аль-Азізія в Триполі, унаслідок чого Аль-Сааді та його брат Хаміс були поранені.
В інтерв'ю «BBC Panorama», колишній солдат армії Джамахірії стверджував, що Аль-Сааді Каддафі особисто віддав наказ розстрілювати беззбройних протестуючих у Бенгазі під час відвідування місцевого гарнізону на початку повстання. Аль-Сааді Каддафі підтвердив, що був у військовій частині, проте заперечував, що давав розпорядження стріляти по протестуючих.
Згідно частини джерел, саме Аль-Сааді Каддафі був ініціатором зміни тактики бою урядових сил під час громадянської війни в Лівії. Замість використання важкого озброєння піхотними підрозділами, танків та броньованих автомобілів, які легко можна було відрізнити від повстанської Вільної лівійської армії, та знищити їх нальотом авіації противника, боротьба проти повстанців розпочали вести невеликими, швидкими та універсальними підрозділами.
Противники режиму Каддафі стверджували, що захопили в полон Аль-Сааді Каддафі під час битви за Триполі 21 серпня 2011 року, проте згодом виявилось, що це повідомлення було неправдивим.
24 серпня 2011 року Аль-Сааді Каддафі зв'язався з телерадіокомпанією CNN, та заявив, що він має повноваження вести переговори від імені урядових сил, і хотів обговорити режим припинення вогню з владою США та з НАТО. За тиждень він зв'язався з телеканалом «Аль-Арабія», заявивши, що його батько готовий піти з посади, і закликав до діалогу з Національною перехідною радою Лівії.
5 вересня Аль-Сааді Каддафі заявив в інтерв'ю CNN, що агресивна" промова його брата Саїфа аль-Іслама призвела до зриву переговорів між силами Національної перехідної ради та прихильниками Каддафі в Бені-Валіді, та повідомив, що не бачив свого батька вже два місяці. Аль-Сааді Каддафі також заявив про свій нейтралітет у громадянському конфлікті, та запропонував бути посередником у ньому.
11 вересня Аль-Сааді Каддафі втік до Нігеру, влада країни дозволила його в'їзд з гуманітарних причин. За словами уряду Нігеру, вони планують затримати Каддафі, та одночасно визначити, що з ним робити. Аль-Сааді також намагався організувати транспорт, щоб дістатися на Барбадос чи до Венесуели.
29 вересня на Аль-Сааді Каддафі було видано червону картку Інтерполу. Прем'єр-міністр Нігеру Бригі Рафіні заявив, що не дозволить видати Аль-Сааді Каддафі.
11 листопада президент Нігеру Махамаду Іссуфу заявив, що його уряд вирішив надати Каддафі притулок у країні з гуманітарних причин.
7 грудня міністр внутрішніх справ Мексики заявив, що мексиканські спецслужби ліквідували злочинне угруповання, яке намагалось ввезти Аль-Сааді Каддафі до Мексики під фальшивим ім'ям.

### Екстрадиція та повідомлення про катування
5 березня 2014 року уряд Лівії повідомив, що Нігер екстрадував Аль-Сааді Каддафі, і він перебуває в Триполі. Його адвокат Нік Кауфман протестував проти екстрадиції, заявляючи, що «екстрадиція передбачає, що відбудеться відповідний юридичний процес, на якому Аль-Сааді Каддафі призначать адвоката, відбудеться судове засідання, і … мені навіть не ясно, що це навіть мало місце».
У травні 2015 року Каддафі доставлений до зали суду в Триполі, де йому було офіційно пред'явлено звинувачення у незаконному ув'язненні та вбивстві футболіста Башира аль-Ріані у 2005 році.
На початку серпня 2015 року з'явилося відео, на якому видно, що чоловік, схожий на Аль-Сааді Каддафі, з зав'язаними очима змушений слухати крики інших чоловіків, яких нібито катують у сусідній кімнаті. Потім охоронці побили чоловіка, схожого на Каддафі, по ногах, і коли він кричав, запитали його, чи не хоче він, щоб його били по ногах або сідницях. Одна з його адвокаток, Мелінда Тейлор, підтвердила, що цей чоловік схожий на Аль-Сааді Каддафі в інтерв'ю RT. Вона також сказала: «Він виглядає схожим тому, [що] його голова … [була] поголена, бо таким він став з минулого року. Здається, біля нього немає жодного юриста».
Міжнародні правозахисні групи та активісти засудили відеозапис, який найімовірніше зроблений у в'язниці Аль-Хадба в Триполі, та вперше був оприлюднений арабською мережею «Clear News». Британський адвокат Карім Хан, який представляє колишнього прем'єр-міністра Лівії Багдаді Махмуді, який також перебуває у в'язниці Аль-Хадбі, заявив: «Це шокуюче відео, яке викликає питання щодо умов перебування у в'язниці. Міжнародне співтовариство має вимагати повного розслідування цього інциденту».
Апеляційний суд 3 квітня 2018 року звільнив Аль-Сааді Каддафі від звинувачення у вбивстві футболіста Башира аль-Ріані, проте оштрафував Каддафі на 500 лівійських динарів та засудив до умовного ув'язнення терміном 1 рік за вживання та зберігання алкогольних напоїв.

### Звільнення та ймовірне заслання до Туреччини
Станом на 5 вересня 2021 року Аль-Сааді Каддафі був звільнений з-під варти з в'язниці Аль-Хадаба, та виїхав до Туреччини, але міністерство закордонних справ Туреччини стверджувало, що йому «не відомо» про присутність Аль-Сааді в Стамбулі. 10 вересня 2021 року лівійський політичний діяч Мусса Ібрагім підтвердив, що Аль-Сааді перебував у Туреччині, та що Єгипет і Саудівська Аравія також запропонували прийняти його. Стверджувалося, що особи, які утримують Аль-Сааді Каддафі, відмовили йому в належній медичній допомозі.
27 травня 2022 року група експертів з Лівії подала доповідь до Ради Безпеки ООН, в якій звинуватила Туреччину в прикритті Аль-Сааді Каддафі від Інтерполу та навмисному порушенні резолюцій ООН щодо Лівії. Туреччина відмовилася відповідати на запити слідчих ООН щодо місця перебування Аль-Сааді Каддафі.